# 伊藤みく
伊藤 みく（いとう みく、1981年12月19日 - ）は、日本のタレント、リポーター。本名（旧姓）:伊藤 篤子（いとう あつこ）。現在の所属事務所はオフィスキイワード（2012年より）。大阪府生まれ。関西外国語大学卒業。

## 来歴
デビューは2004年に知人の紹介であさパラ!（読売テレビ）に出演。

### 留学
大学時代にオーストラリア（パース）に留学していた経歴がある。ただし、語学留学として半年間の滞在であった。雑誌「sabra」のDVD付録（下記参照）の中でも、得意の英会話で自己紹介を行うなどしている他、カバンの中には洋書を入れていることが「恋のから騒ぎオフィシャルブック」にて確認できる。
また、2009年春からは芸能活動を一時休止し、語学学習のために数ヶ月間海外に滞在した。英会話に長けている。

### 恋のから騒ぎ出演
恋愛バラエティ番組「恋のから騒ぎ」(日本テレビ）の12期生として本名で出演。初登場は2005年10月15日放送回。その後7回出演し、トークテーマで採用された内容は2006年2月4日放送分の「七夕に出会った彼に俺達は織姫と彦星なんだよと言われた→キモイ」という話。
同じく12期生の渡部いずみに、実験的に腕固めを仕掛けられ「イターイ!!」と絶叫。このシーンは「恋のから騒ぎご卒業スペシャル」にも使用された。2006年3月25日の卒業スペシャルをもって卒業。

## 人物
- 趣味は写真撮影、映画鑑賞、音楽鑑賞。
- 特技は英会話（留学経験有）、卓球（中学時代、卓球部に所属）。
- 家族構成は、夫と長男（実家では父と母）。
- 好きな色はピンク。
- 長所は明るくガッツがあるところで、短所は寂しがりやなところ。
- 2012年5月7日にブログで入籍したことを発表[1]。
  - 7月14日に結婚披露宴を挙げたことを発表[2]。
  - 7月6日のブログで第1子を妊娠していることを発表[3]。
  - 10月31日の『8時です!生放送』（j:com関西）の出演を以て産休に入った[4]。
  - 12月3日に第1子（男児）出産[5]。

### 発言・エピソード
主に『恋のから騒ぎ』でのトークから。
- 夢は友達とアパート暮らしをすること。
- 好きなタイプの男性はスポーツマンで包容力があり精神的に余裕があって時間がある人。お互いを高めあっていける恋愛がしたいという。
- 告白されたい（愛されたい）タイプ。
- 有名人で好きなのはグリーン・デイのボーカル、ビリー・ジョー・アームストロング。
- 貰ったプレゼントで最高だったのは、或る番組の共演者とスタッフからの寄せ書き風の手書きの卒業証書。
- 携帯電話の待受画面はアメコミのスポンジボブ（2006年3月現在）、ストラップはやべっちFC（2006年3月現在）。月々の使用料金は1万円程。
- マヨブラ流最終回にて、中山功太から本気で告白されたが「顔が全然タイプじゃない。」とあっさり断った。

## 出演

### テレビ
- まいどわいど〜わが街ネットワーク〜（J:COMウエスト）
- ヴィッセル神戸TV（2005年、サンテレビ）
- 大阪ビジネスTV（2005年)
- 伊藤みくのコレに注目!
- おはよう朝日です（ABCテレビ）
- あさパラ!（よみうりテレビ）
- 天使らんまん（MBS）
- バリサン（関西テレビ）
- おでかけ!（MBS）
- 恋のから騒ぎ（2005年10月 - 2006年3月、日本テレビ）
- ヘリに挑戦! 伊藤みくのヘリでそこまでイっちゃうの！？〜魅惑のヘリワールド〜
- ブラマヨ・チュートのまる金TV（よみうりテレビ）
- マヨブラ流（よみうりテレビ）
- 播州の秋まつりシリーズ 〜高砂神社（サンテレビ）
- 杉原輝雄のゴルフ!ご意見番!!（サンテレビ）
- Jナビ（BSジャパン）
- ベリータ（MBS）
- ランキンくえすと（2010年8月30日 - 9月2日、関西テレビ）
- MONOモノ倶楽部（2010年4月 - 、よみうりテレビ）
- 8時です!生放送（2010年4月 - 2012年10月、j:com関西）
- 朝のイチオシ　（2012年4月〜、MBS）
- 演歌百撰（2016年1月、BS11）

### CM
- J-COM・in the room
- JAバンク大阪
- ハウス食品 「ナチュラルブラウン」、「ウコンの力」エチケットクール

### ラジオ
- ありがとう☆伊藤みく（「Kobe music company」内）（ラジオ関西）
- パチラジ（2005年、ラジオ大阪）
- ゴチャ・まぜっ!水曜日 ミニコーナー（MBSラジオ）
- @kyoto コンテンツファイル2012年（FM京都）

### インターネット
- Web-TAX-TV(国税庁)-キャスター

## 出版物

### DVD
- MIKU 1st.Expect things~（2004年）
- @mikuあとみっく（2006年）[6]
- WE@アイドルDVD（2007年）

### 雑誌
- 小学館 sabra11月24日発売号DVD付録「新人さんいらっしゃい。突撃!ビキニでイングリッシュ!?」

### その他
- swim girlモデル